# Rathaus von Falkland

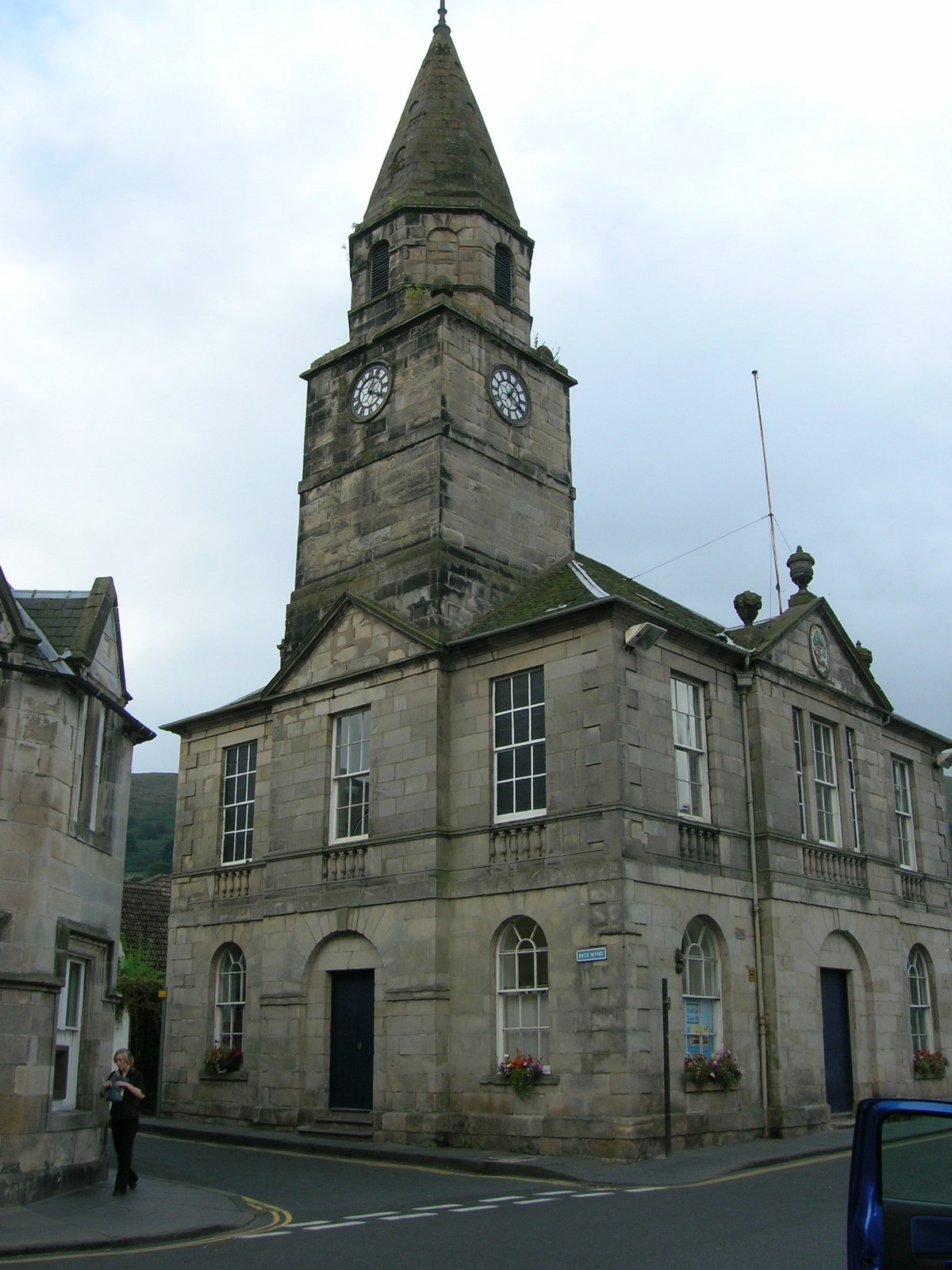
Rathaus von Falkland

Das Rathaus von Falkland ist ein Rathaus in der schottischen Ortschaft Falkland in der Council Area Fife. 1971 wurde das Bauwerk als Einzeldenkmal in die schottischen Denkmallisten in der höchsten Denkmalkategorie A aufgenommen.

## Geschichte
Der Burgh Falkland nutzte eine aus dem 17. Jahrhundert stammende Tolbooth am selben Standort. Im Jahre 1800 wurde der Antrag eines Schulneubaus eingebracht. Da die Tolbooth zur selben Zeit reparaturbedürftig war, entschloss der Rat aus Kostengründen ein kombiniertes Gebäude errichten zu lassen, das sowohl die Schule als auch die Tolbooth beheimaten sollte. Im folgenden Jahr akzeptierte der Rat einen Entwurf von Thomas Barclay und David Gardner, bei dem es sich „bei weitem um den Günstigsten“ handelte. Noch im selben Jahr wurde das neue Rathaus gebaut. Die Bauarbeiten am Turm dauerten vermutlich noch bis 1802 an.

## Beschreibung
Das klassizistische Rathaus steht an der Einmündung des Back Wynd in die High Street. Mit Kantenlängen von 12,1 m und 11,9 m weist der Sandsteinbau einen beinahe quadratischen Grundriss auf. Obschon es sich bei der Nordfassade um die Hauptfassade handelt, ragt der markante Turm von der Ostfassade auf. Beide Fassaden sind ähnlich detailliert und drei Achsen weit. Mittelrisalite mit abschließenden Dreiecksgiebeln treten flach aus den Fassaden heraus. Die länglichen Portale am Fuße sind in rundbogige Aussparungen eingelassen. Die flankierenden Fenster sind ebenfalls rundbogig. Der 24 m hohe Uhrenturm läuft in einer oktogonalen Laterne mit spitzem Helm aus. Die abschließenden Dächer sind mit Schiefer eingedeckt.